# Cima del Pelvo
La Cima del Pelvo è una montagna delle Alpi Cozie alta 3.264 m. Si trova in alta Val Susa ed interessa i comuni di Cesana Torinese e di Sauze di Cesana, entrambi in Provincia di Torino.
Il termine Pelvo è un toponimo piuttosto diffuso nelle Alpi Occidentali e deriverebbe da una voce celtica indicante una scoscesa montagna rocciosa.
La montagna è stata a volte confusa nella cartografia con la vicina Punta Serpentiera, quotata 3.267 m s.l.m. e che sorge a sud-est del Colle del Pelvo.

## Descrizione
La Cima del Pelvo appartiene allo spartiacque che separa la Valle Argentera dalla Val Thuras. Da essa si diparte un costolone che chiude a nord-ovest il valloncello del Rio Serpentiera, un affluente del Torrente Thures.
È caratterizzata da due versanti piuttosto diversi tra loro: quello sud-occidentale è detritico ed ha una pendenza uniforme mentre quello nord-orientale è roccioso e strapiomba verso il Vallone del Pelvo, tributario della Valle Argentera.
La montagna è separata dalla vicina Punta Serpentiera (3.267 m) dal Colle del Pelvo (3.065 m), che mette in comunicazione la Valle Argentera con quella di Thures. La prima cima importante che si incontra verso nord-ovest sul crinale Thuras/Argentera è invece la Punta Ciatagnera (3.295 m).
Sul punto culminante si trova una croce metallica.

## Ascensione alla vetta
La via di salita normale parte dal Colle del Pelvo e percorre la facile cresta sud-est della montagna. Il colle è a sua volta raggiungibile per sentieri (piuttosto incerti) sia dal lato Thuras che dal lato Argentera. 
La montagna è anche una interessante meta sci-alpinistica.